# 앤디 페어웨더 로우
앤디 페어웨더 로우(Andy Fairweather Low, 1948년 8월 2일 ~ )는 웨일스의 기타리스트, 작곡가, 프로듀서, 보컬리스트다. 그는 1960년대 영국의 팝 밴드 아멘 코너의 창립 멤버 겸 리드 싱어였으며, 최근 몇 년간 로저 워터스, 에릭 클랩튼, 빌 와이먼스 리듬 킹스와 함께 광범위하게 순회 공연을 했다.